# 兰吉·汤普森
兰吉·汤普森（英語：Rangi Thompson，1908年3月31日—1971年12月15日），新西兰男子赛艇运动员。他曾代表新西兰参加1932年夏季奥林匹克运动会赛艇比赛，搭档西里尔·斯泰尔斯获得男子双人单桨无舵手银牌。